# Carlo Maria Marini
Carlo Maria Marini (né le 13 mars 1667 à Gênes, et mort le 16 janvier 1747 à Gênes) est un cardinal italien du XVIIIe siècle.

## Biographie
Carlo Maria Marini naît dans une famille d'origine génoise (parfois orthographiée de' Marini ou de Marinis). Il est le fils de Gottifredo Marini et de Maria Francesca Imperiale. Après des études à l'Université de Turin, il entame un voyage autour de l'Europe. Revenu à Rome où il décide de s'installer, il fait l'acquisition - comme il était de coutume à l'époque - d'une charge de clerc à la Chambre apostolique. Il devient auditeur à la Chambre, en janvier 1691. Le pape Innocent XII abolit cette pratique, remboursa l'acquisition des charges et Marini quitta ce poste.
Il exerce des fonctions au sein de la Curie romaine, notamment comme préfet des Cubiculi du Saint-Père en avril 1709. Le pape Clément XI l'élève au rang de cardinal in pectore lors du consistoire du 29 mai 1715. Sa création est publiée le 16 décembre 1715. 
Le 5 février 1716, il est nommé cardinal-diacre de S. Maria in Aquiro, il est alors âgé de 48 ans. Le 23 juin 1738, il est nommé cardinal-diacre de Ss. Vito, Modesto e Crescenzia. L'année suivante, le 15 juillet 1739, il est nommé cardinal-diacre de S. Agata in Suburra et cardinal-diacre de S. Maria in Via Lata, le 7 août 1741.
Le cardinal Marini ne  participe pas au conclave de 1721, lors duquel Innocent XIII est élu pape. Il participe au conclave de 1724 (élection de Benoît XIII), au conclave de 1730 (élection de Clément XII) et au conclave de 1740 (élection de Benoît XIV).
Marini est nommé préfet de la Congrégation des rites et légat en Romagne en 1726 et légat en Urbino en 1740. Il décède le 16 janvier 1747 à l'âge de 78 ans.

## Sources
- Fiche du cardinal sur le site de la FIU